# 難読地名
難読地名（なんどくちめい）は、通常の読みをしないために読みにくくなっている地名のこと。
日本語においては、主に日本の地名のうち、漢字が通常の読みをしない（難読漢字）ために読みにくくなっている地名のこと。

## 概説
一般に、自然言語では、発音（読み）と表記（綴り、漢字）が1対1に対応していない。表意文字を用いる言語はもちろん、発音に対応する規則的な表記が存在する表音文字を用いる言語においても、実際には単語の発音と表記が乖離する場合がある。表意文字、表音文字にかかわらず、このような乖離が甚だしい場合、あらかじめその単語の読みを知らない者にとっては、その単語を正確に読むことは困難である。

## 日本語の難読地名
漢字の伝来以来、万葉仮名のように当て字をつけていったり、瑞祥地名として、良いとされる字を当てるなどのことが1000年以上にわたって行われ続けてきた。人々の行動範囲が狭い時代は地元にどんな表記をしようとあまり問題にはならなかったが、文明の発達による人々の行動範囲の拡大によって難読地名の多さが認識されるようになった。地方によって同じ綴りや漢字を別の読み方をする、同じ音に別の綴りや字を当てる、方言によって音が変化する、歴史に由来して常用漢字外の漢字を当てる、等の例である。
数多くの言語表現の中でも難読語が数多く存在するのは日本語くらいとされており（日本では難読地名のみを収録した「難読地名辞典」が刊行されている）、中国語では漢字の読み方は規則的であり、日本同様に別の言語体系に対して漢字を使用した朝鮮語でも、ほとんどは一つの漢字に対して一つの読み方しか用いられていない。
昔からその地域に住んでいる住民たちは特に難読地名とは思っておらず、外部の人間から指摘されて初めて難読地名だと分かるような例も少なくない。たとえば、宮城県出身で著名な漫画家になった小野寺章太郎は、故郷の石森町（いしのもりちょう）にちなんで長らく「石森（いしのもり）章太郎」というペンネームを使っていたが、石森の読み方を知らない全国の読者や出版社の関係者からは「いしもり」としか呼ばれなかったため、やむを得ずデビュー30周年を迎えた1985年からペンネームを「石ノ森章太郎」に変更し、ようやく「いしのもり」と呼んでもらえるようになったというエピソードがある（石ノ森章太郎の項目を参照）。
地名を読み間違えたことで詐欺犯罪が発覚し、逮捕された事例もある。

### 難読地名となりやすい例
読みにくさの理由は、
- 表記（綴りや文字）の読み方が一般的な読み方と異なる場合（例、三次市・広島県）
- 一般に用いられない表記（複雑な綴りや常用漢字以外の漢字）を使っている場合（例、匝瑳市・千葉県）
- 読み間違いをしやすい場合（例、美祢市・山口県）

などをあげることができるが、明確な定義はない。

#### あまり知られていない文字が使われている場合
この場合の文字はほぼ漢字に限られ、その多くは常用漢字外の漢字を含む地名である。常用漢字外の漢字を含むということは、すなわち義務教育において習得する知識だけでは読めないということになり、たとえその漢字の本来の読み方であったとしても難読地名となる場合がある。
使用頻度が非常に低い漢字が使われている地名も少なからず存在し、それらは多くの日本人にとって難読地名となる。ただし常用漢字でなくとも比較的多くの日本人が認知している漢字も数多く、単に常用漢字外の漢字を使用しているだけでは難読地名とは言えない。

#### 文字の読み方が一般的な読み方と異なる場合

##### 通常の音訓にない読み方となっている例
常用漢字だけで表記されていても、その常用漢字の音訓として制定されていない読みとなっている地名は多数存在する。このような読みを含む場合も難読地名といえるが、これも実際には比較的多くの一般大衆が認知している読みも多い。下記にその例を記す（特定地域のみに多く存在する特殊な読み方は別項に記す）。方言や誤記、誤読が定着した例もこれに含まれる。
- 「戸」 = 「へ」「べ」
- 「生」 = 「お」「ふ」「ぶ」「ゆう」（「ゆ」が拗音化したものを含む）「にゅう」「なり」[6]
- 「水」 = 「み」「みな」「うず」
- 「海」 = 「み」
- 「砂」 = 「さご」
- 「石」 = 「いわ」「し」
- 「門」 = 「と」
- 「飯」 = 「いい」「い」
- 「城」 = 「き」
- 「部」 = 「へ」「べ」
- 「辺」 = 「へ」「なべ」
- 「神」 = 「ごう」
- 「館」 = 「たて」「だて」「たち」
- 「任」 = 「とう」
- 「谷」 = 「やつ」「やち」「や」（※接続（接尾）形として「がや」「がい」がある）
- 「別」 = 「べ」
- 「上」 = 「かん」「こう」
- 「玄」 = 「くろ」
- 「河」 = 「こう」
- 「肥」 = 「い」
- 「分」 = 「いた」
- 「鹿」 = 「が」
- 「街」 = 「また」
- 「新」 = 「にゅう」
- 「三」 = 「そう」
- 「埼」 = 「ざき」
- 「須」 = 「ぞ」
- 「厚」 = 「あっ」（促音；二音の「あつ」でない）
- 「沢」 = 「さ」

##### 音訓が変化している例
通常の音訓の間に「の」「が」などが入っていることがある（例: 「尼崎」 = 「あまがさき」、「各務原」 = 「かかみがはら」、「一宮」 = 「いちのみや」、「下関」 = 「しものせき」）。通常の音訓の一部が欠けていたり、読みが変化したりして難読となっている例も多く存在する（例: 「尾鷲」 = 「おわせ」、「鹿屋」 = 「かのや」、「焼津」 = 「やいづ」、熊内 = 「くもち」）。

##### 表記と読みが本来無関係な例
地名の表記として、その地名自体ではなく、枕詞、雅称、別名などの表記を使うことがある（例: 「飛鳥」 = 「あすか」、「大和」 = 「やまと」、「太秦」 = 「うずまさ」、「十八女」 = 「さかり」、「薄野」 = 「すすきの」）。

##### 日本語以外の地名に漢字が当てられた例
後述する琉球語、アイヌ語のほか、少数であるが英語などに漢字が当てられた地名もある（例: 「須美寿島」 = 「スミスとう」）。
ただし、必ずしも難読とは限らず、簡単な漢字が当てられ通常の読みをする地名も多い。

##### よく知られた語と違う読みをする例
「彦山（ひこやま、ひこさん）」、「八幡（はちまん、やはた、やわた）」、「名東（めいとう、みょうどう）」、「大山（おおやま、だいせん）」、「川内（かわうち、せんだい）」、「国府」（こくふ、こくぶ、こう）、「府中」（ふちゅう、こう）、「国分」（こくぶん、こくふ、こくぶ）、「富田」（とみた、とみだ、とんだ）、「富山」（とやま、とみやま、とみさん）、「外山」（とやま、そとやま、とのやま）、「神戸」（こうべ、こうど、ごうと、ごうど、かんべ、かんど、がんと、がんど）など、まったく違う複数の読みがある地名も、片方しか知らない人物にとっては他方が難読となる。これは江戸時代に隠密を見抜く方法として広く用いられた。

##### 地域別の特殊な読み方
- 本州（大部分）・四国・九州
主に地形の意味を含む地名が奈良時代の和銅6年（713年）に「中国にならい郡郷名を好字（よきじ、縁起の良い字）で著せ」とする和銅官命で強引な当て字2文字に置き換えられた地名が多く、それらの地名が数多く残っている。古語では難読でなかった読みでも、死語となってからの期間が長い場合は読みがわからない人が増え、難読地名になる場合がある。
難読地名以外に、九州では「原」を「はる」または「ばる」と読むことが多い(例: 「中原」=「なかばる」、「原田」=「はるだ」)。山陰地方では、「山」を「せん」と読む（例: 「大山」=「だいせん」、「蒜山」=「ひるぜん」、「氷ノ山」=「ひょうのせん」）。
- 北海道・東北地方北部
アイヌ語として使用されていた地名に漢字をあてる際、通常は使わない読み方をしたり、使用頻度が低くて一般大衆にあまり認知されていない漢字を用いたりするために難読地名となることが多い。
アイヌ語地名も参照。
- 沖縄・奄美群島
琉球語独特の語彙や音韻が用いられている場合に難読地名となる。日本語風に読み方を変える例も目立つが、現地では昔ながらの呼び方がされていることも多い。詳しくは沖縄県の難読地名一覧参照。
例
  - 城＝「グスク」　豊見城市など
  - 東＝「アガリ」  東崎など
  - 西＝「イリ」　西表島、西崎など

九州と同様、「原」を「はる」「ばる」と読むことも多い(例: 「南風原」=「はえばる」、「与那原」=「よなばる」)。
また琉球語の急激な音韻変化により、漢字を当てた当初（1500年頃）の発音から乖離した場合も難読地名となる[7][8]。
例
  - 今帰仁＝「いまきんじん→なきじん」
  - 勢理客＝「ぜりかく→じっちゃく」
  - 保栄茂＝「ぼえも→びん」

### 本来なら難読地名となる地名
難読地名としての条件を満たしていても、その地名の読み方を誰もが知っている、つまり固有の地名としての認知度が高く、読めることが一般常識となっているため、難読地名として扱われない地名もある。
県名における「埼玉（本来の読みである「さきたま」の方が知名度が低い）」「岐阜」「大阪」「愛媛」「大分（「おおいた」。ほかに「だいぶ」と読む事例あり）」、県庁所在地における「札幌」「神戸（「こうべ」。ほかに「かんべ」「ごうど」と読む事例あり）」「博多」などが例となる。

## 日本の難読地名一覧
- 北海道の難読地名一覧
- 東北地方の難読地名一覧
- 関東地方の難読地名一覧
- 中部地方の難読地名一覧
- 近畿地方の難読地名一覧
- 中国地方の難読地名一覧
- 四国地方の難読地名一覧
- 九州地方の難読地名一覧
- 沖縄県の難読地名一覧